# 조너선 길버트

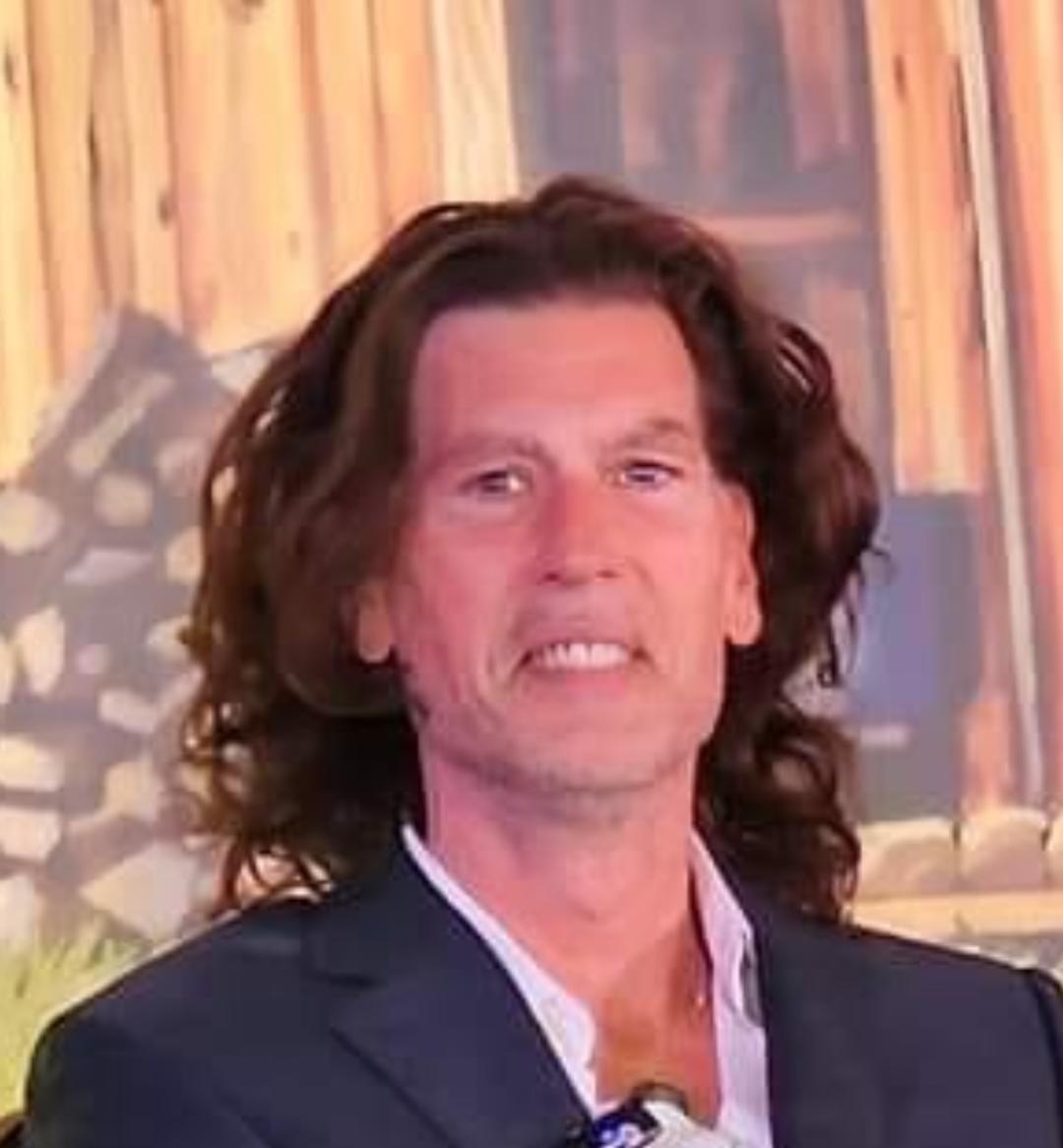

조너선 길버트(Jonathan Gilbert, 1968년 7월 10일 ~ )는 미국의 텔레비전 배우, 영화배우이다.

## 방송
- 초원의 집